# 博兹曼小道
博兹曼小道是一条陆地上的道路，从蒙大拿的淘金热领地连接到了俄勒冈小道。从1863年到1868年是它的一段极其重要的时期。拓荒者和移居者们穿越美国印第安人领地而涌来，这导致了印第安人们的愤怒并引发了攻击行为。美军进行了几次反抗印第安人的军事活动以试图控制这条小道。这条小道由于涉及到了边疆历史和与美国印第安人的斗争，因此它被列入了《国家史迹名录》（《NRHP》）。

## 建立
约翰·博兹曼和约翰·雅各布斯在1863年探索一条从蒙大拿弗吉尼亚城到怀俄明中部的直接道路，以连接上俄勒冈小道，再连接上通往西海岸的主要通道。在此之前，前往蒙大拿领地的主要方式是从圣路易斯经密苏里河到本顿堡。因此当时的旅行者们主要是经由大瀑布城附近的“本顿路”，穿过栗树山谷、希尔格山谷和仙人球山谷（现在的蒙大拿州的赫勒拿市和布罗德沃特县的所在地）而来的。
博兹曼小道这条陆地道路有许多段都是美国印第安人从有文字记载的时期之前起就开始使用的南北向的小道，并且它还穿越了保德河地区。这条路比之前的任何一条通往蒙大拿的小道都更为直接，并且更容易取水。博兹曼和雅各布斯的最重要的贡献就是改善了这条小道，使得它宽得足以让货车通过。但是这条路也有个大缺陷──它直接经过了被休休尼族、阿拉巴霍族和拉科塔族占领着的领地。

## 第一批旅行者和印第安人军事活动
在1864年，博兹曼带着大约有2000人的第一批拓荒者踏上了这条小道。从1864年到1866年，印第安人对白人拓荒者的突袭次数显著增加，这促使了美国政府命令军队去对休休尼人开战。帕特里克·爱德华·康诺尔指挥了最早的几场军事活动。他在贝尔河战役和1865年的保德河远征中击败了休休尼人，在唐河战役中击败了阿拉巴霍人。

## 南北战争后的旅行
1866年，在南北战争结束后，有更多的拓荒者们经由这条小道旅行，他们大多数人是为了寻找黄金。美军在拉勒米堡召开了一场商讨会议，拉科塔领袖红云也参加了这场会议。美军想要通过和拉科塔人谈判而让拓荒者们获得使用这条小路的通行权。当谈判还在继续时，红云发现了一支美军步兵团在没有得到拉科塔族的许可的情况下就已经在使用这条道路了，他因此而愤怒。由此，红云战争便开始了。
同年，来自俄亥俄的纳尔逊·斯托里，一名蒙大拿弗吉尼亚城的成功的淘金者，使用博兹曼小道成功地驱赶了大约1000头长角牛到蒙大拿。为了保护斯托里不受印第安人攻击，美军曾试图令其返回，但是未能成功。斯托里通过博兹曼小道将牛带到了加拉廷谷，并组建了蒙大拿的牛产业中早期的重大的牛群之一。
美军沿着这条路建造了雷诺堡、菲尔·卡尼堡和史密斯堡（全名查尔斯·弗格森·史密斯堡），并派驻了部队来保护旅行者们。不过，印第安人继续沿着这条小道和围绕着这些堡垒进行突袭。就在这一年，拉科塔人于费特曼战斗中在菲尔·卡尼堡及其附近彻底歼灭了一支由威廉·贾德·费特曼率领的分遣队，平民们沿着这条小道进行的旅行便因此终止了。在1867年8月1日和1867年8月2日，大规模的拉科塔部队企图侵扰史密斯堡和菲尔·卡尼堡，但是美军抵挡住了他们。在海菲尔德战斗和货车箱战斗中，印第安人对远离中心的美军队伍们的攻击以失败而告终。
之后，按照1868年的《拉勒米堡条约》，美国承认了保德河地区是拉科塔部落及其同盟部落们的还未被让出去的狩猎地。这些狩猎地大多数位于克罗人的印第安人保留区。美国政府曾一度使用这项条约来阻止欧美的拓荒者在博兹曼小道上旅行。尤里西斯·格兰特总统也曾命令放弃沿着这条小道而建的那些堡垒。
可以说，红云战争是美国原住民唯一的一场达到了他们的目的的战争（如果只就短时间来看的话），最后签订的条约在本质上满足了他们的条件。不过，1876年，在黑山战争结束后，美军再次开放了这条小道。在之后的军事活动中，美军继续使用这条小道并沿着它建立了一条电报线。

## 现今的道路

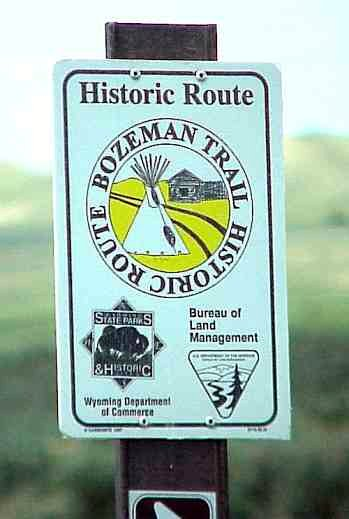
蒙大拿州博兹曼小道路牌，摄于2003年。图中文字分别为：“历史名路”“历史名路博兹曼小道”“土地管理局”“怀俄明商务部”

今天，从怀俄明州道格拉斯市到怀俄明州谢里登市的25号州际公路，从怀俄明州谢里登市到蒙大拿州斯里福克斯市（蒙大拿州博兹曼市以西30英里处）的90号州际公路和从蒙大拿州斯里福克斯市到蒙大拿州弗吉尼亚城的287号国道大致上覆盖了历史上的博兹曼小道。